# شان اسکات (طبل‌زن)
شان اسکات (انگلیسی: Seann Scott طبل‌زن اهل ایالات متحده آمریکا است. وی از سال ۱۹۹۶ میلادی تاکنون مشغول فعالیت بوده است.